# Socjalistyczny system prawa

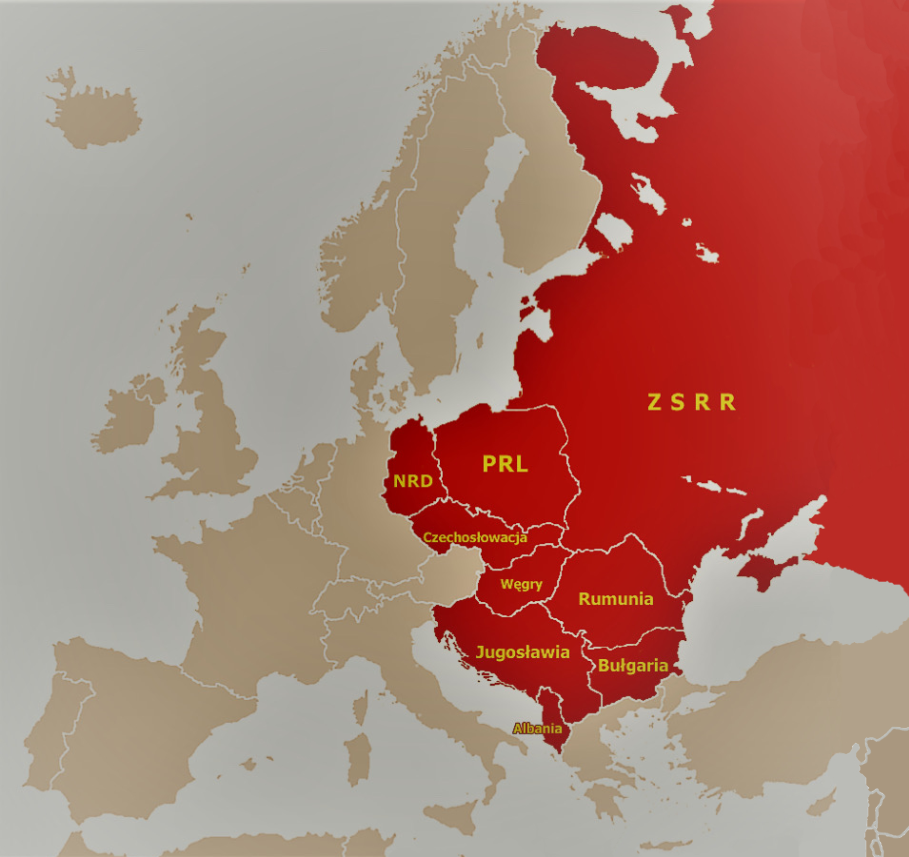

Socjalistyczny system prawa – system prawa, który obowiązywał na terenie ZSRR oraz państw tzw. demokracji ludowej od 1917 r.
Systemy prawa socjalistycznego były systemami prawa funkcjonującymi w państwach socjalistycznych. Ich podstawę stanowiła marksistowska teoria prawa oraz silna centralizacja i stopienie systemu prawnego z aparatem politycznym. Po zdobyciu władzy w danym kraju przez komunistów dotychczasowy system prawny był przekształcany w system socjalistyczny. Po rozpadzie bloku wschodniego systemy socjalistyczne powróciły do rodziny systemów prawa stanowionego.

## Podstawy filozofii socjalizmu
Socjalizm  [łac. socialis ‘społeczny’] jest to zbiór ideologii oraz ruchy społeczne powstałe w XIX w., dążące do stworzenia ładu społecznego który u swej podstawy ugruntowane były zasady wspólnoty, równości i racjonalnego zarządzania gospodarką; w myśli marksistowskiej faza rozwoju społecznego, następująca po kapitalizmie (termin używany zamiennie z terminem „komunizm”); określenie stosowane  w charakterystyce ustroju społecznego tych krajów wysoko rozwiniętych (zwłaszcza europejskich), w których gospodarce rynkowej towarzyszy daleko posunięta redystrybucja dochodu narodowego i realizacja koncepcji państwa dobrobytu.

## Powstanie systemu prawnego byłego ZSRR
Rewolucja październikowa (1917) zapoczątkowała proces obalenia porządku prawnego i kulturowego panującego na terytorium Cesarstwa Rosyjskiego. Rewolucja miała na celu obalenia dotychczasowego porządku prawnego i stworzenia nowego, który miał powstać ex nihilo (potocznie : z niczego). Pierwszymi aktami prawnymi regulującymi podstawowe zasady powstałego systemu prawnego były trzy dekrety o sądzie Rady Komisarzy Ludowych (Zostały one zainicjowane przez W.I. Lenina). Pierwszy z nich - Dekret o sądzie nr 1 - został wydany w grudniu 1917 r. - który pozbawiał mocy prawnej prawa przedrewolucyjnego ale dopuszczał możliwość stosowania niektórych przepisów (dopuszczalność została zawarta w art. 5)  jeżeli nie zostały uchylone przez rewolucję oraz nie sprzeciwiały się rewolucyjnemu sumieniu i rewolucyjnej świadomości prawnej. Natomiast Dekret o sądzie nr 3 z 3 lipca 1918 r.  całkowicie zakazał stosowania prawa obalonej władzy. 
Kadra sądownicza została zmieniona - nacisk partii robotniczej sprawił, że palestra istniejąca przed rewolucją została wyeliminowana z funkcji jaką wcześniej pełniła - na rzecz nowej kadry która miała poglądy socjalistyczne.

## Powstanie prawa krajów tzw. demokracji ludowej
Państwa powstałe po drugiej wojnie światowej w Europie które zostały włączone do socjalistycznego systemu prawnego nie weszły jednocześnie i w ten sam sposób w system prawny panujący na ówczesnym terytorium ZSRR. Ze względu na stan legislacji, kultury i aspekty socjologiczne danego państwa ZSRR wybrała inne drogi wprowadzenia prawa socjalistycznego w danym państwie. Główne dwa sposoby transformacji ustrojowo-prawnej w tym systemie to : 
1. Stopniowe wdrażanie treści socjalistycznych do aktów już istniejących w państwie - takie działanie możliwe było w Państwach, których systemy prawne były rozbudowane, a istniała możliwość wprowadzenia niewielkich zmian przyczyniających się do przemiany istniejących aktów prawnych w danym państwie w akty prawne spełniające wymogi idei socjalistycznych
2. Stworzenie ex nihilo prawa nowego, które spełnia wymogi prawa socjalistycznego (np. Albania, Bułgaria, Jugosławia)

## Ekonomia polityczna systemu

### Okres przejściowy od kapitalizmu do socjalizmu
Punktem wyjścia i podstawowym warunkiem przekształcenia przedrewolucyjnych kapitalistycznych stosunków produkcji w socjalistyczne, zbudowanie socjalistycznej gospodarki, była zmiana charakteru państwa, przejęcie władzy przez robotników oraz sprzymierzone z nimi chłopstwo, stworzenie państwa socjalistycznego. Zwycięstwo rewolucji zależało od stopnia uświadomienia i organizacji klasy robotniczej, od istnienie partii która kierowała się marksistowsko-leninowską ideologią - podkreśla to klasowy charakter walki o dokonanie przemian socjalistycznych.
Początkowo najważniejszym zadaniem partii było przejęcie władzy w państwie dobrze rozwiniętym (którym było ówczesne cesarstwo rosyjskie) a następnie w kilkuletnich odstępach czasów w krajach słabiej rozwiniętych gospodarczo.
Okres, w którym nowa władza ludowa przekształca kapitalistyczny system ekonomiczny państwa w socjalistyczny, nazywamy okresem przejściowym. Jest to okres głębokich przemian ekonomicznych, społecznych i politycznych państwa oraz stopniowej likwidacji i przekształcania kapitalistycznych stosunków produkcji oraz budowy gospodarki socjalistycznej.

### Ogólne cechy gospodarki socjalistycznej
- wszystkie przedsiębiorstwa należą do państwa (mały odsetek w rękach prywatnych, najczęściej są to małe przedsiębiorstwa)

- Gospodarka centralnie planowana

- przymusowe upaństwowienie zakładów przemysłowych

- likwidacja wolnego rynku

- stawiano większy nacisk na rozwój przemysłu ciężkiego, przez co występowały braki w zaopatrzeniu sklepów

- nakładanie wymogów dostarczenia minimalnych dostaw przez przedsiębiorstwa prywatne

- brak konkurencji (przyczyna likwidacji wolnego rynku oraz monopolizacja dziedzin handlu i usług)